# Raoul Hyman
Raoul Hyman (ur. 12 maja 1996) – południowoafrykański kierowca wyścigowy.

## Życiorys

### Formuła 4
Hyman rozpoczął karierę w jednomiejscowych samochodach wyścigowych w 2013 roku od startów w Formule 4 BRDC, gdzie czterokrotnie stawał na podium. Z dorobkiem 289 punktów został sklasyfikowany na siódmym miejscu w klasyfikacji generalnej. Rok później w ciągu 24 wyścigów, w których wystartował, jedenastokrotnie stawał na podium, w tym czterokrotnie na jego najwyższym stopniu. Uzbierane 465 punktów dało mu trzecie miejsce w klasyfikacji generalnej.

### Formuła 3
W sezonie 2015 awansował do Europejskiej Formuły 3, gdzie nawiązał współpracę z teamem West-Tec. Reprezentant RPA czterokrotnie sięgał po punkty, najlepszy wynik odnotowując w pierwszym wyścigu na włoskim torze Autodromo Nazionale di Monza, gdzie dojechał na szóstej lokacie. Dorobek 14,5 punktu sklasyfikował go na 21. miejscu. Hyman wziął udział także w prestiżowym wyścigu Masters of Formula 3. W kwalifikacjach zajął dziesiąta pozycję, jednak po nieukończeniu wyścigu kwalifikacyjnego, w głównym musiał startować z końca stawki. Ostatecznie dojechał do mety piętnasty.

## Wyniki

### Podsumowanie
| Sezon | Seria                    | Zespół           | Wyścigi | Zwycięstwa | PP | NO | Podium | Punkty | Pozycja |
| ----- | ------------------------ | ---------------- | ------- | ---------- | -- | -- | ------ | ------ | ------- |
| 2013  | Formuła 4 BRDC           | HHC Motorsport   | 24      | 0          | 0  | 0  | 4      | 289    | 7       |
| 2014  | Formuła 4 BRDC           | HHC Motorsport   | 24      | 4          | 2  | 3  | 11     | 465    | 3       |
| 2015  | Europejska Formuła 3     | Team West-Tec F3 | 32      | 0          | 0  | 0  | 0      | 14,5   | 21      |
| 2015  | Masters of Formula 3     | Team West-Tec F3 | 2       | 0          | 0  | 0  | 0      | N/A    | 15      |
| 2016  | Europejska Formuła 3     | Carlin           | 3       | 0          | 0  | 0  | 0      | 1      | 22      |
| 2016  | Brytyjska Formuła 3 BRDC | HHC Motorsport   | 3       | 0          | 0  | 0  | 0      | 15     | 27      |